# Lista dos maiores públicos do Campeonato Brasileiro de Futebol - Série D
Esta é uma lista dos maiores públicos do Campeonato Brasileiro de Futebol - Série D, competição nacional de clubes de futebol do Brasil, organizada pela Confederação Brasileira de Futebol (CBF), que equivale à quarta divisão do futebol brasileiro.
De uma maneira geral, a Série D é marcada por uma baixa presença de torcedores nos estádios. A única vez que o torneio teve uma média de público superior a 3 mil pagantes por jogo foi na edição de 2011: neste ano, foram 3.280 espectadores por partida, número alavancado pela campanha do acesso do Santa Cruz, que registrou nesta temporada os dois maiores públicos da história da quarta divisão.
O clube pernambucano, inclusive, ostenta os quatro maiores públicos da Série D e é o responsável por mais da metade dos 30 jogos com maior número de torcedores, aparecendo 18 vezes como mandante na listagem, sendo 16 delas em confrontos disputados no Estádio do Arruda. Mais cinco equipes aparecem como mandantes na lista de maiores públicos da quarta divisão: Manaus, River-PI, Sampaio Corrêa, Remo e América de Natal.
Oficialmente, o público da partida entre Macaé e Chapecoense, válida pela Série D de 2009, foi de 82.566 presentes, mas o confronto disputado no Estádio do Maracanã não é considerado para efeitos estatísticos, uma vez que serviu de preliminar para a partida principal entre Flamengo e Fluminense, pela Série A.

## Lista
Estes são os trinta maiores públicos presentes da história da Série D:
| Nº | Público | Mandante         | Placar | Visitante           | Estádio             | Data           | Ano  | Ref.   |
| -- | ------- | ---------------- | ------ | ------------------- | ------------------- | -------------- | ---- | ------ |
| 1  | 59 966  | Santa Cruz       | 0–0    | Treze               | Arruda              | 16 de outubro  | 2011 | [ 2 ]  |
| 2  | 54 815  | Santa Cruz       | 0–2    | Tupi                | Arruda              | 20 de novembro | 2011 | [ 3 ]  |
| 3  | 50 897  | Santa Cruz       | 4–3    | Guarany de Sobral   | Arruda              | 5 de setembro  | 2010 | [ 10 ] |
| 4  | 45 007  | Santa Cruz       | 2–2    | Central             | Arruda              | 11 de julho    | 2009 | [ 11 ] |
| 5  | 44 896  | Manaus           | 2–2    | Brusque             | Arena da Amazônia   | 18 de agosto   | 2019 | [ 4 ]  |
| 6  | 44 642  | Santa Cruz       | 1–0    | Coruripe            | Arruda              | 25 de setembro | 2011 | [ 12 ] |
| 7  | 42 653  | Santa Cruz       | 1–1    | Altos               | Arena de Pernambuco | 18 de agosto   | 2025 | [ 13 ] |
| 8  | 42 584  | Santa Cruz       | 0–0    | Guarani de Juazeiro | Arruda              | 24 de julho    | 2011 | [ 14 ] |
| 9  | 42 004  | River-PI         | 0–0    | Botafogo-SP         | Albertão            | 14 de novembro | 2015 | [ 5 ]  |
| 10 | 40 496  | Santa Cruz       | 0–0    | Tocantinópolis      | Arruda              | 7 de agosto    | 2022 | [ 15 ] |
| 11 | 40 100  | Sampaio Corrêa   | 2–0    | CRAC                | Castelão            | 21 de outubro  | 2012 | [ 16 ] |
| 12 | 40 028  | Santa Cruz       | 1–2    | Sergipe             | Arruda              | 25 de julho    | 2009 | [ 17 ] |
| 13 | 40 000  | Sampaio Corrêa   | 4–1    | Vilhena             | Castelão            | 12 de setembro | 2012 | [ 6 ]  |
| 14 | 35 882  | Santa Cruz       | 2–1    | Sergipe             | Arena de Pernambuco | 9 de agosto    | 2025 | [ 18 ] |
| 15 | 35 689  | Manaus           | 3–0    | Caxias              | Arena da Amazônia   | 20 de julho    | 2019 | [ 19 ] |
| 16 | 35 020  | Santa Cruz       | 1–0    | Santa Cruz-RN       | Arruda              | 14 de agosto   | 2011 | [ 20 ] |
| 17 | 34 123  | Sampaio Corrêa   | 1–0    | Baraúnas            | Castelão            | 10 de outubro  | 2012 | [ 21 ] |
| 18 | 33 900  | Sampaio Corrêa   | 0–0    | Mixto               | Castelão            | 23 de setembro | 2012 | [ 22 ] |
| 19 | 33 099  | Santa Cruz       | 2–1    | Alecrim             | Arruda              | 18 de setembro | 2011 | [ 23 ] |
| 20 | 31 681  | Remo             | 3–1    | Operário-PR         | Mangueirão          | 18 de outubro  | 2015 | [ 7 ]  |
| 21 | 30 509  | América de Natal | 2–0    | Pouso Alegre        | Arena das Dunas     | 18 de setembro | 2022 | [ 24 ] |
| 22 | 30 046  | Santa Cruz       | 1–0    | Campinense          | Arruda              | 21 de maio     | 2023 | [ 25 ] |
| 23 | 30 025  | Santa Cruz       | 3–1    | Ferroviário         | Arruda              | 1 de junho     | 2025 | [ 26 ] |
| 24 | 29 702  | Santa Cruz       | 2–2    | CSA                 | Arruda              | 9 de agosto    | 2009 | [ 27 ] |
| 25 | 28 130  | Remo             | 3–0    | Palmas              | Mangueirão          | 3 de outubro   | 2015 | [ 28 ] |
| 26 | 28 010  | América de Natal | 3–1    | Caxias              | Arena das Dunas     | 28 de agosto   | 2022 | [ 29 ] |
| 27 | 27 746  | Santa Cruz       | 1–0    | Porto-PE            | Arruda              | 4 de setembro  | 2011 | [ 30 ] |
| 28 | 27 399  | Remo             | 3–0    | Vilhena             | Mangueirão          | 13 de setembro | 2015 | [ 31 ] |
| 29 | 27 019  | Santa Cruz       | 4–0    | Horizonte           | Arruda              | 27 de abril    | 2025 | [ 32 ] |
| 30 | 26 968  | Santa Cruz       | 0–0    | Confiança           | Arruda              | 1 de agosto    | 2010 | [ 33 ] |